# Colegio María Inmaculada
La  Institución Educativa Estatal Técnico María Inmaculada es un colegio estatal de mujeres de la ciudad de Huancayo, Perú. Desde 1988, su teatrín fue declarado Monumento Histórico Nacional.

## Historia
El colegio fue fundado por ley del Congreso de la República N° 9780 del 21 de enero de 1943 con el nombre de "Instituto Catalina Wanca de Ciencias Domésticas y Artes Útiles". En 1946, mediante Resolución Suprema N° 1040, se le otorga la categoría de "Colegio Industrial de Mujeres" y posteriormente se le designa como "Instituto Nacional Industrial Experimental del Centro". En marzo de 1951 se cambia esa denominación por la de "Instituto Nacional Industrial Experimental Femenino del Centro. En su condición de centro educativo técnico, el colegio daba formación técnica-industrial otorgando a las egresadas el título técnico correspondiente. Cuando la educación técnica en el Perú fue dejándose de lado, el colegio tomó el carácter de centro educativo regular siendo cambiado su nombre a Centro de Educación Básica "María Inmaculada" en 1978 y a Colegio Estatal de Mujeres "María  Inmaculada" en 1980. Finalmente, en 1991, ante un resurgimiento del interés gubernamental por la educación técnica, el colegio pasa a llamarse "Colegio Estatal Técnico 'María Inmaculada'".
En 1952, dentro del proceso de construcción de las Grandes Unidades Escolares impulsada por el presidente Manuel Odría, el colegio se mudó al local donde se ubica hasta la actualidad en la intersección de los jirones Amazonas y Cusco (construido en 1944) dentro de la zona monumental y que hasta entonces servía como local del Colegio Santa Isabel, el mismo que se mudaba a su nueva ubicación en el barrio de Pichcus. En la actualidad, dichas construcciones fueron declaradas como inhabitables debido a su antigüedad (73 años) y deterioro.
El 12 de noviembre de 1988 se publicó la Resolución Jefatural N° 284-88-INC/J de fecha 18 de mayo de ese año mediante la cual el Instituto Nacional de Cultura declaró el Teatrín del colegio como Monumento Histórico Nacional.